# Hitin
Hitín je dolgoverižen polisaharid, polimer beta-glukoze z empirično formulo (C8H13O5N)n. Zgrajen je iz enot N-acetilglukozamina (natančnejše ime N-acetil-D-glukoza-2-amin), ki so med seboj povezane z vezmi β-1,4. Po zgradbi so zelo podobne glukoznim enotam, ki tvorijo celulozo, razlika je le v tem, da imajo acetilamin namesto ene hidroksilne skupine. To omogoča tvorjenje vodikovih vezi med verigami, kar daje strukturi trdnost.
Je prozorna, upogljiva in mehansko odporna snov, ena od glavnih sestavin celične stene gliv in skeleta členonožcev. Kot sestavina živalskega skeleta oz. celičnih sten gliv je hitin vključen v beljakovinski matriks, ki lahko modificira njegove lastnosti. Najočitnejša modifikacija je inkrustiranje s kalcijevim karbonatom, rezultat česar je trdnejša in manj prožna struktura, npr. »oklep« hroščev ter drugih odraslih žuželk (v primerjavi z mehko »kožo« gosenic, ki jo sestavlja nemodificiran hitin). Tudi barva žuželk je rezultat prisotnosti drugih snovi v hitinastem skeletu. Osnovno barvo lahko opazujemo le pri nepigmentiranih jamskih žuželkah, npr. drobnovratniku.
Hitin razgrajujejo encimi hitinaze, ki jih izločajo nekatere bakterije, glive in rastline.

## Uporaba
Hitin se uporablja v več industrijskih procesih, med drugim za prečiščevanje vode in kot stabilizator v proizvodnji hrane, zdravil ter papirja. V biomedicini se zaradi odpornosti in prožnosti uporablja kot biorazgradljiva nit za šivanje ran, njegova zgradba pa pospešuje tudi celjenje.
S kemično modifikacijo hitina pridobivajo hitosan, ki se prav tako uporablja za celjenje ran in je sestavina nekaterih pripravkov za hujšanje.